# Lyndon B. Johnson
Lyndon Baines Johnson (Stonewall, 27 de agosto de 1908-Stonewall, 22 de enero de 1973), conocido por sus iniciales LBJ, fue un político estadounidense que se desempeñó como el trigésimo sexto presidente de los Estados Unidos entre 1963 y 1969. 
Anteriormente se había desempeñado como el trigésimo séptimo vicepresidente de 1961 a 1963 bajo la presidencia de John F. Kennedy, y prestó juramento poco después de su asesinato. Miembro de Partido Demócrata, Johnson también se desempeñó como representante y senador de los Estados Unidos, llegando a ser líder de la cámara alta. Tiene la distinción de ser uno de los pocos presidentes que se desempeñó en todos los cargos electos a nivel federal. 
Como presidente, se destacó por su lucha contra el racismo y la segregación racial, consiguiendo la sanción de la Ley de Derechos Civiles y la Ley del Voto, enfrentando una fuerte oposición interna en su propio partido, el Demócrata. También logró aprobar la Ley de Ingresos y la Ley de Oportunidad Económica, con el fin de eliminar la pobreza en la población afroamericana. Aprobó el seguro de salud para los ancianos y para los pobres y la construcción estatal de viviendas a bajo costo. Además, aumentó la presencia militar de Estados Unidos en la guerra de Vietnam.
Johnson es uno de los presidentes más controvertidos de la historia de los Estados Unidos. Muchos historiadores y académicos lo clasifican en el nivel superior debido a sus políticas internas; su administración aprobó muchas leyes importantes que lograron importantes avances en derechos civiles, cuidado de la salud y bienestar, aunque es criticado por aumentar la participación estadounidense en la guerra de Vietnam.

## Orígenes
De orígenes modestos, Johnson inició su carrera política en 1937, cuando fue elegido para la Cámara de Representantes por el estado de Texas como miembro del Partido Demócrata; luego fue elegido senador en 1949 y escaló puestos hasta asumir como jefe del bloque demócrata del Senado en 1953, cargo que ocuparía hasta su elección como vicepresidente. Kennedy le incorporó a su candidatura presidencial en virtud de su experiencia parlamentaria y de sus orígenes sureños; de modo que, tras la victoria electoral de 1960, fue nombrado vicepresidente en 1961.

## Líder del Partido Demócrata
Johnson lideró a los demócratas del Senado durante la totalidad de los ocho años de la administración republicana de Eisenhower, como líder de la minoría en los dos primeros años y como líder de la mayoría de los últimos seis. Al dirigir una estrecha mayoría, confió en su poder de persuasión para mantener unida a la bancada demócrata y reunir más votos entre los senadores republicanos. Como líder de la mayoría, jugó un papel decisivo en la aprobación de las primeras leyes de derechos civiles en más de ochenta años en 1957 y 1960. Un ataque al corazón en 1955 amenazó con poner fin a su carrera política, pero se recuperó y reasumió sus funciones. Su elevación a la vicepresidencia dejó su escaño en el Senado vacante en 1961, y el republicano John G. Tower ganó una elección especial para sucederle.

## Vicepresidente de Estados Unidos (1961-1963)

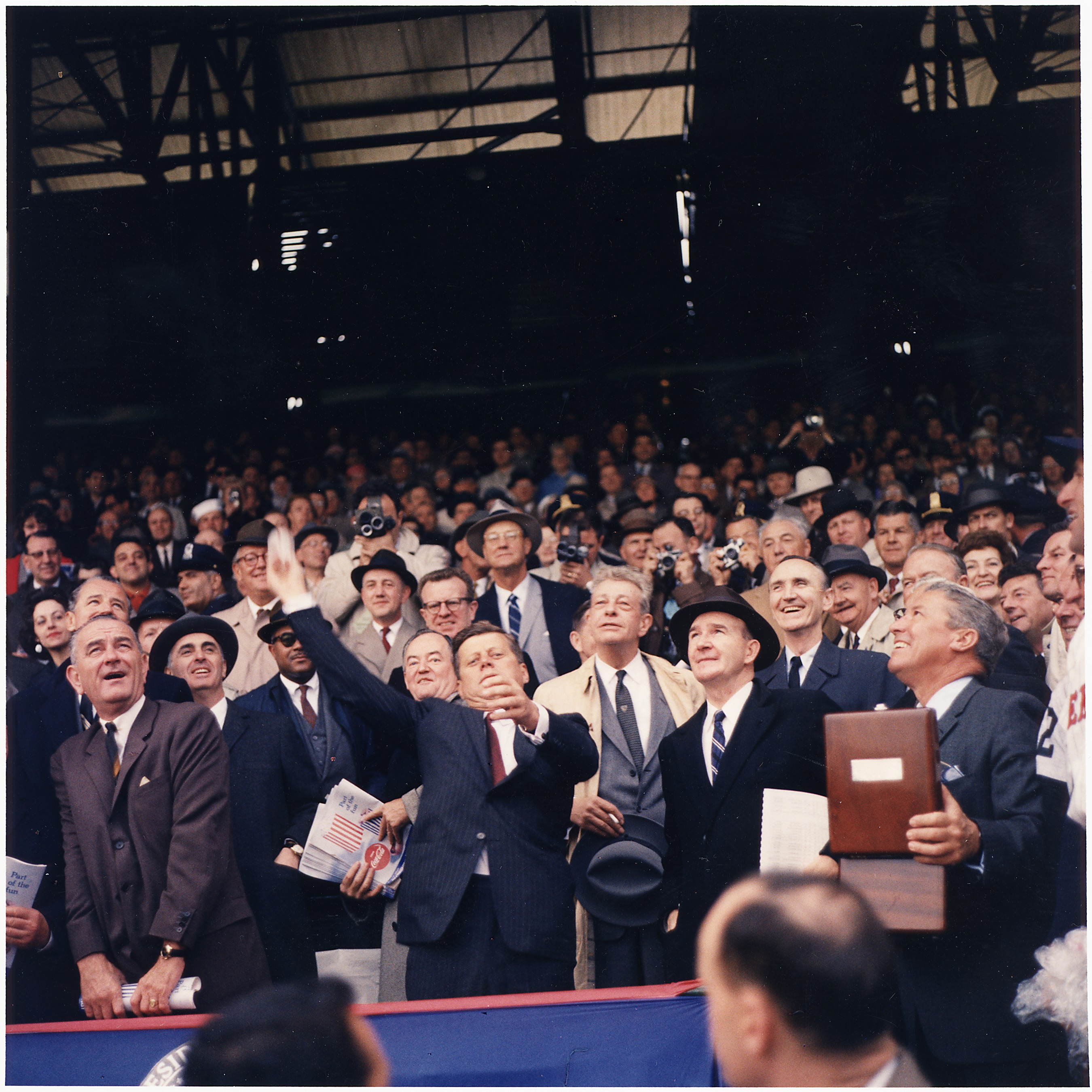
El presidente John F. Kennedy lanza la primera pelota en Washington, D.C en el Griffith Stadium y su Vicepresidente Johnson; el 10 de abril de 1961

En 1952 y 1956, Johnson había intentado pero no logró ser nombrado vicepresidente en la fórmula demócrata, refiriéndose a sí mismo como un candidato "occidental". La legislatura de Texas aprobó una medida para permitir que Johnson compitiera de forma simultánea para la presidencia y la reelección al Senado en 1960. A pesar de estas maniobras, su precandidatura a la Casa Blanca en 1960 fracasó, y se conformó con ser el vicepresidente de John F. Kennedy. Muchos comentaristas políticos creen que sin Johnson como su compañero de fórmula, Kennedy habría perdido las elecciones frente al republicano Richard Nixon. Johnson fue nombrado por Kennedy para encabezar el Comité del Presidente sobre la igualdad de oportunidades en el empleo, cargo que le permitió trabajar en nombre de los negros y otras minorías. Como vicepresidente,  también llevó a cabo algunas misiones en el extranjero, que le ofreció información limitada sobre los problemas internacionales.[cita requerida]

## Presidente de los Estados Unidos (1963-1969)

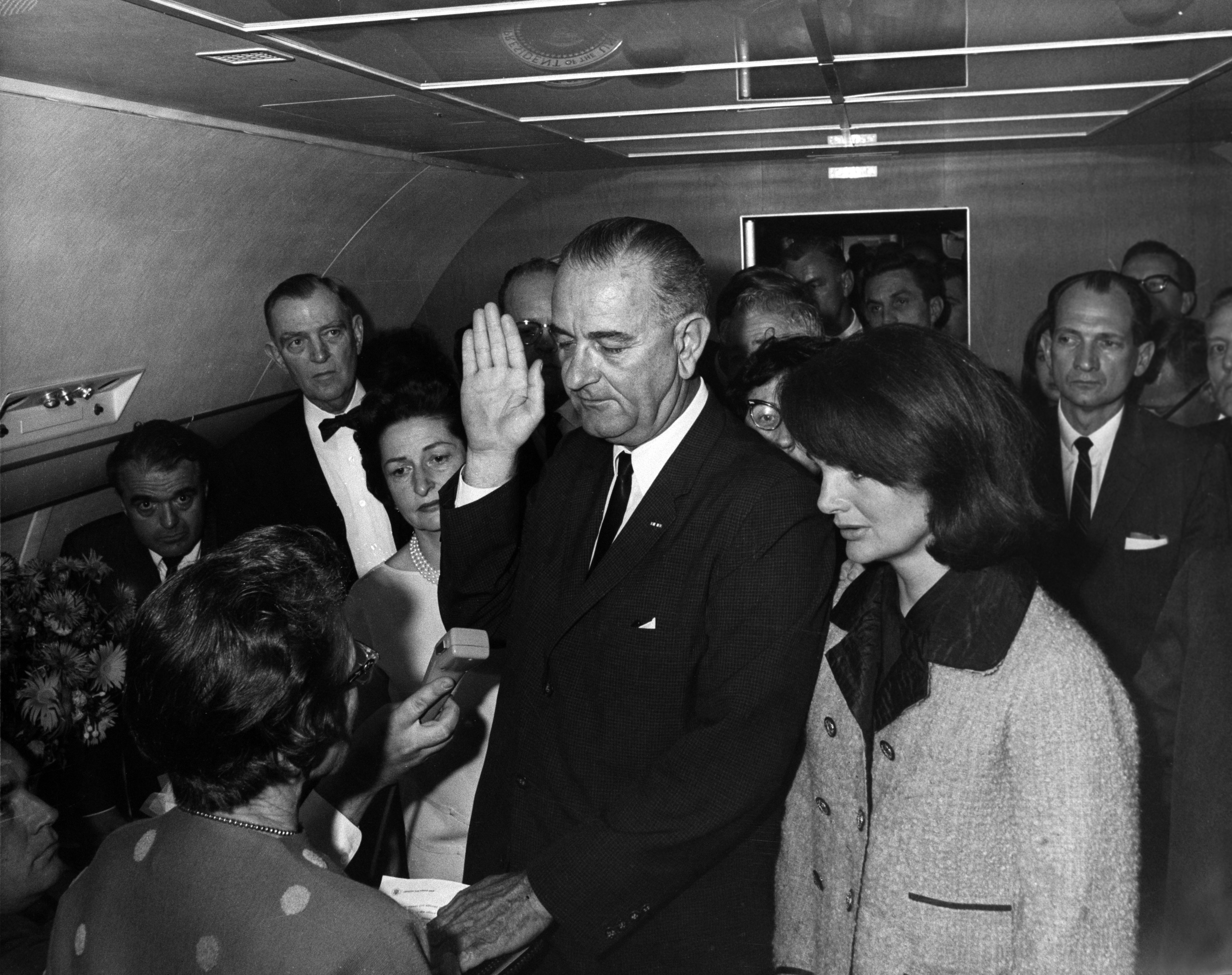
Lyndon B. Johnson prestando juramento como presidente de los Estados Unidos, a bordo del Air Force One, tras el asesinato de John F. Kennedy, el 22 de noviembre de 1963.

Johnson asumió el cargo de presidente después del asesinato de John F. Kennedy, el 22 de noviembre de 1963, en el avión que trasladaba los restos de este desde Dallas. 
Aprobó la Ley de Derechos Civiles de 1964, que prohibió la discriminación racial en establecimientos públicos y en cualquier negocio o institución que recibiera fondos federales. Una vez que la Ley se puso en práctica, sus efectos fueron de largo alcance y tuvo una enorme repercusión a largo plazo en todo el país. Se prohibió la discriminación en los centros públicos, en el gobierno, y en el empleo, invalidando las leyes de Jim Crow en el sur de Estados Unidos. Se tornó ilegal obligar a la segregación racial en las escuelas, la vivienda, o en contratación de empleados.
En 1965, se logró la aprobación de un segundo proyecto de ley de los derechos civiles llamada la Ley de derecho al voto, que prohibió la discriminación en el voto, permitiendo así a millones de negros del sur votar por primera vez en varios estados, "siete de los once estados del sur de la antigua confederación" (Alabama, Carolina del Sur, Carolina del Norte, Georgia, Luisiana, Misisipi, Virginia). En 1967, Johnson nominó al abogado de derechos civiles Thurgood Marshall para ser el primer afroamericano Juez Asociado del Tribunal Supremo. Para dirigir el nuevo Departamento de Vivienda y Desarrollo Urbano, Johnson designó a Robert C. Weaver, el primer secretario del gabinete afroamericano en cualquier administración presidencial en Estados Unidos. 
Johnson tomó como propia la lucha contra la pobreza y por la educación pública en Texas; creía con fervor que la educación era una cura para la ignorancia y la pobreza, y era un componente esencial del sueño americano, especialmente para las minorías que soportaban las malas instalaciones y presupuestos bajos por parte de las administraciones locales, en especial en el Sur profundo. Hizo de la educación la máxima prioridad de la agenda social, con un énfasis en ayudar a los niños pobres, lanzando como  objetivo duplicar el gasto federal en educación desde 4000 millones a 8000 millones.
Johnson fue elegido para un nuevo período presidencial el 3 de noviembre de 1964, ganando las elecciones con un 61.1 % de los votos populares contra apenas un 38.5 % que obtuvo su rival republicano Barry Goldwater.
Alentado por su gran victoria electoral, Johnson envió al Congreso muchos programas sociales que fueron aprobados por este: ayuda federal para la educación, las artes y las humanidades; seguro de salud para los ancianos (Medicare) y para los pobres (Medicaid); viviendas de bajo coste y renovación urbana. La Ley de Derecho al Voto de 1965 que permitió a los afroaestadounidenses acudir a las urnas. La discriminación hacia la inmigración también llegó a su fin: se abolieron las cuotas por origen nacional, lo que permitió un gran aumento en el número de visados de inmigración para países extraeuropeos (véase: Ley de Inmigración y Nacionalidad de 1965).
Aunque para entonces la mayoría de los estadounidenses había alcanzado la prosperidad, el libro de Michael Harrington, La otra América, de 1962, identificó la persistente pobreza: en los barrios bajos urbanos, en la mayoría de los vecindarios de negros y entre los blancos pobres de las montañas Apalaches orientales. El presidente Johnson respondió con su programa Guerra contra la Pobreza, que incluía educación preescolar especial para los niños pobres, capacitación vocacional para quienes habían abandonado la escuela y empleos de servicio comunitario para los jóvenes de los barrios bajos.

### La Gran Sociedad

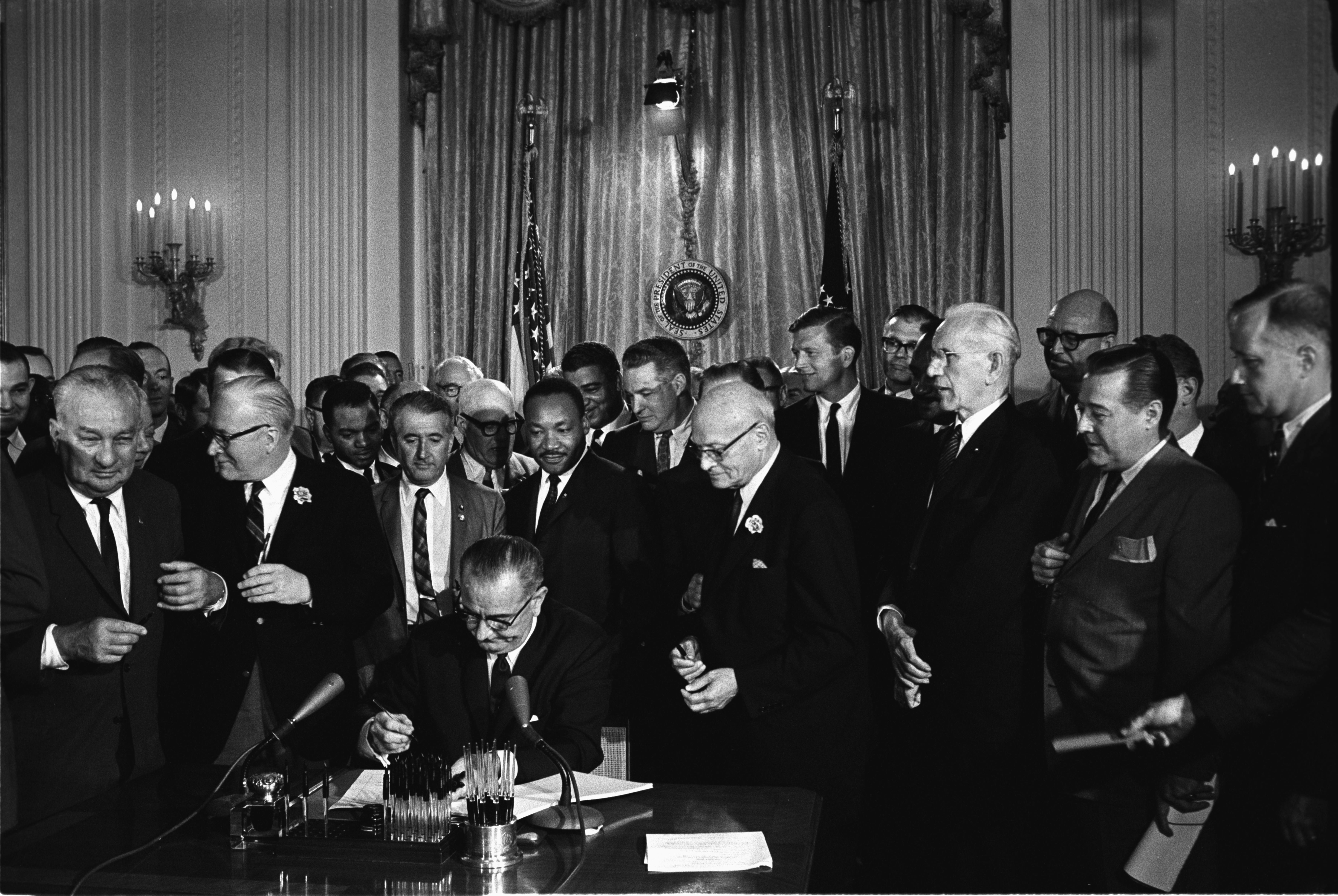
Johnson firmando la Ley de Derechos Civiles de 1964. Entre los invitados, detrás de él, está Martin Luther King.

Con todos estos programas, el objetivo de Johnson era construir una «Gran Sociedad» (Great Society): una nación donde la igualdad de oportunidades y una alta calidad de vida fueran el patrimonio de todos. Aunque en 1965 había muchas razones para sentirse optimista acerca del futuro de la nación, ya que la pobreza iba en descenso y los estadounidenses gozaban de una mayor prosperidad y mejor educación que en cualquier otro período anterior de su historia. El 22 de octubre de 1968, Lyndon Johnson firmó la Ley de Control de Armas de 1968, uno de los más grandes y de mayor alcance leyes de control de armas federal en la historia estadounidense. Gran parte de la motivación para esta gran expansión de las regulaciones federales de armas se produjo como respuesta a los asesinatos de John F. Kennedy, Robert F. Kennedy, Martin Luther King Jr y Malcolm X.
Durante la administración de Johnson, la NASA llevó a cabo el  programa espacial tripulado Gemini, desarrolló el cohete Saturno V y su base de lanzamiento, y se preparó para hacer los primeros viajes tripulados del programa Apolo.
En 1964, a petición de Johnson, el Congreso aprobó la Ley de Ingresos de 1964 y la Ley de Oportunidad Económica, como parte de la guerra contra la pobreza. Johnson estableció en la normativa de movimiento la creación de programas como Head Start, cupones de alimentos y de trabajo y estudio. Durante los años de Johnson en la presidencia, la pobreza nacional se redujo de manera significativa entre los estadounidenses que vivían por debajo del umbral de la pobreza, al pasar de un 23 por ciento a menos del 12 por ciento.

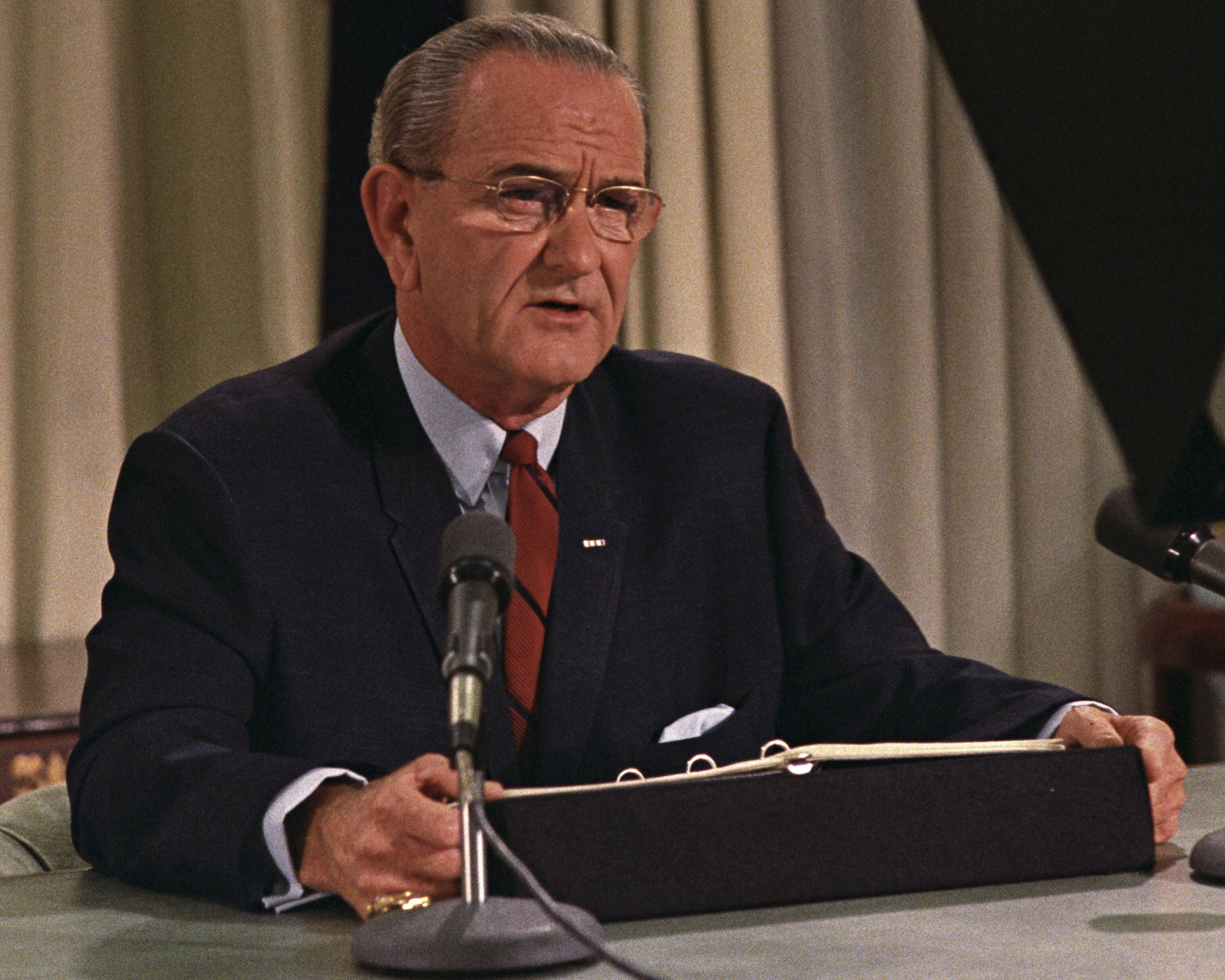
El presidente estadounidense Lyndon B. Johnson anunciando que no se presentará a la reelección.

Hubo dos hechos que provocaron que no se presentara a la reelección en 1968: el movimiento por los derechos civiles en Estados Unidos de la población negra y, el más importante, la guerra de Vietnam.
Tras su retirada, publicó en 1971 sus memorias, que fueron un fracaso editorial.

## Fallecimiento

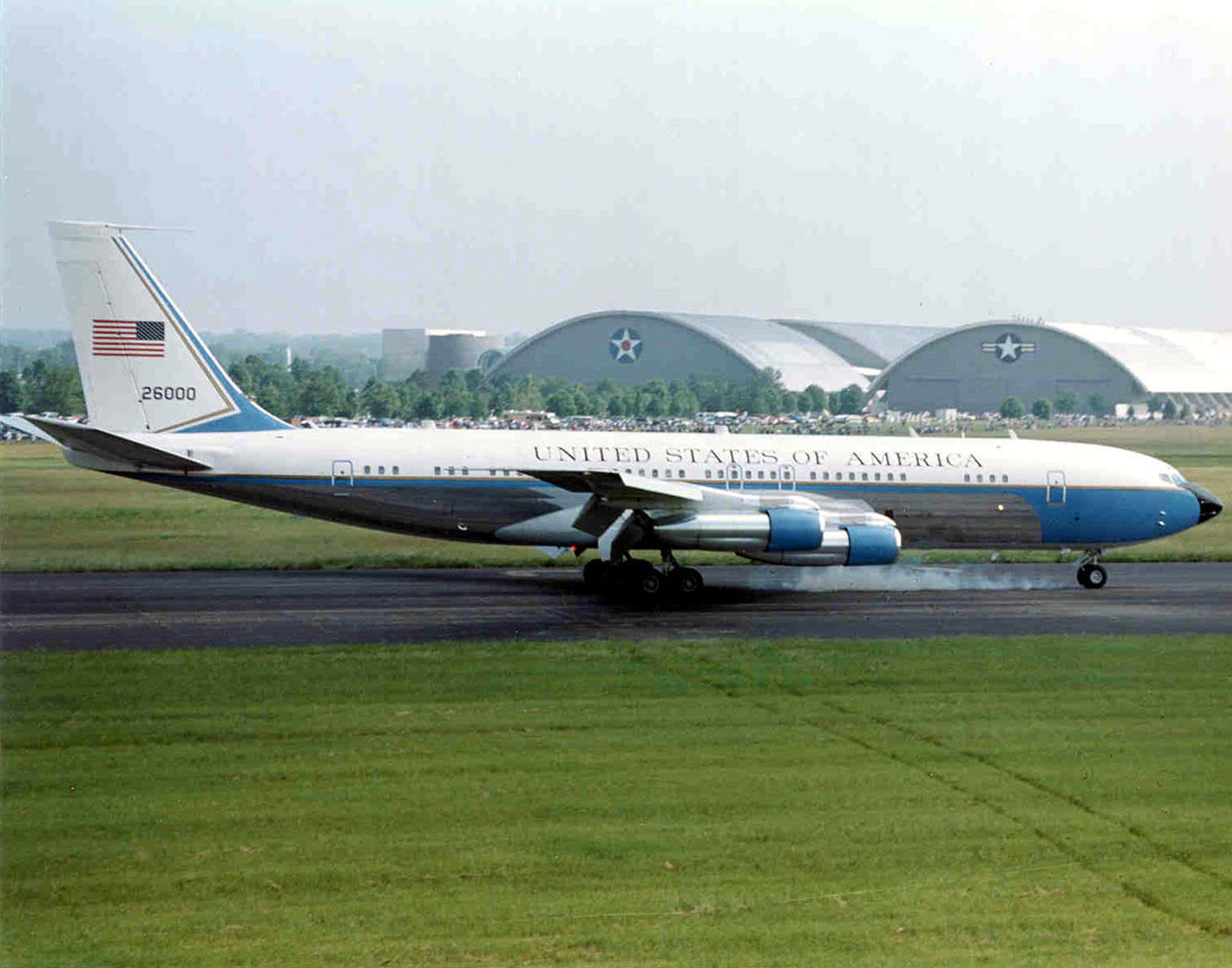
El VC-137 Spirit of 76, donde Johnson se convirtió en presidente tras el asesinato de JFK, aterriza en desde Texas, el 24 de enero de 1973, llevando su cuerpo en un último tributo.

Lyndon B. Johnson murió el lunes 22 de enero de 1973 a las 4:33 P. m., de su tercer ataque al corazón en su rancho en la ciudad estadounidense de Johnson City, Texas, a la edad de 64 años. El expresidente tuvo graves enfermedades del corazón. Había sufrido un segundo ataque al corazón en abril de 1972, pero había sido incapaz de dejar de fumar. Fue encontrado por agentes del Servicio Secreto en su cama, con un teléfono en la mano. (The Age, 23 de enero de 1973, pág. 1). Al momento de su deceso no había exmandatarios vivos, pues un mes antes había fallecido Harry S. Truman.

## Personalidad e imagen pública

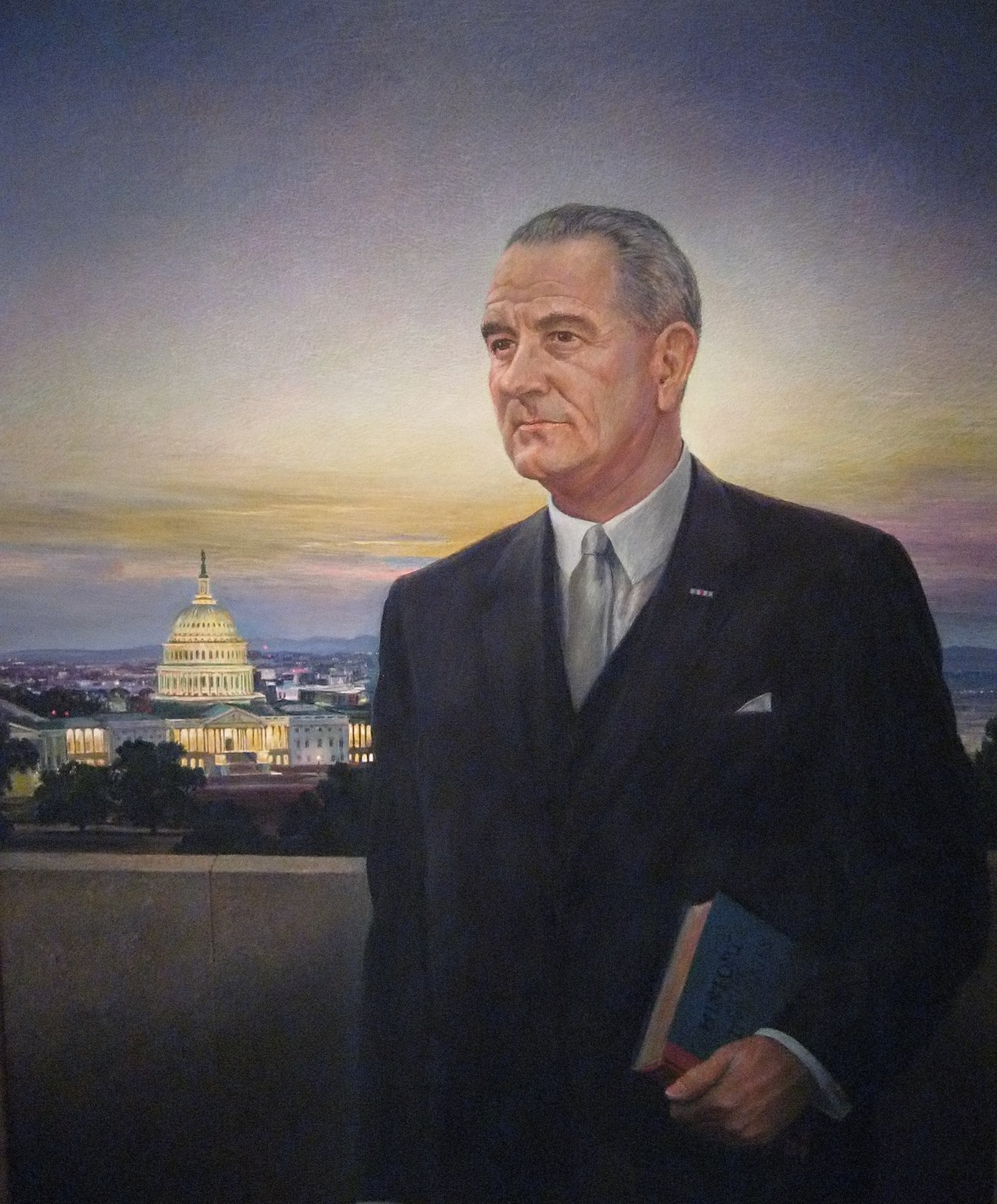
Retrato de Johnson, National Portrait Gallery, Washington D. C.

Según el biógrafo Randall Woods, Johnson jugó muchos papeles diferentes. Según las circunstancias, podía ser:

Johnson el hijo del granjero arrendatario, Johnson el gran transigente, Johnson el omnisciente, Johnson el humilde, Johnson el guerrero, Johnson la paloma, Johnson el romántico, Johnson el pragmático de cabeza dura, Johnson el preservador de las tradiciones, Johnson el cruzado de la justicia social, Johnson el magnánimo, Johnson el vengativo o Johnson el grosero, LBJ el paleto, Lyndon el sátiro y Johnson el usurpador.

Otros historiadores han señalado cómo desempeñó otros papeles, como informa Kent Germany:

el gran padre, el sureño-occidental-tejano, el soñador americano, el político, el hijo del padre, la estrella emergente, el gigante defectuoso, la paradoja pericleana (los sueños domésticos deshechos por la guerra), el muy humano, la tragedia, el que abre camino, el que asciende y el maestro.

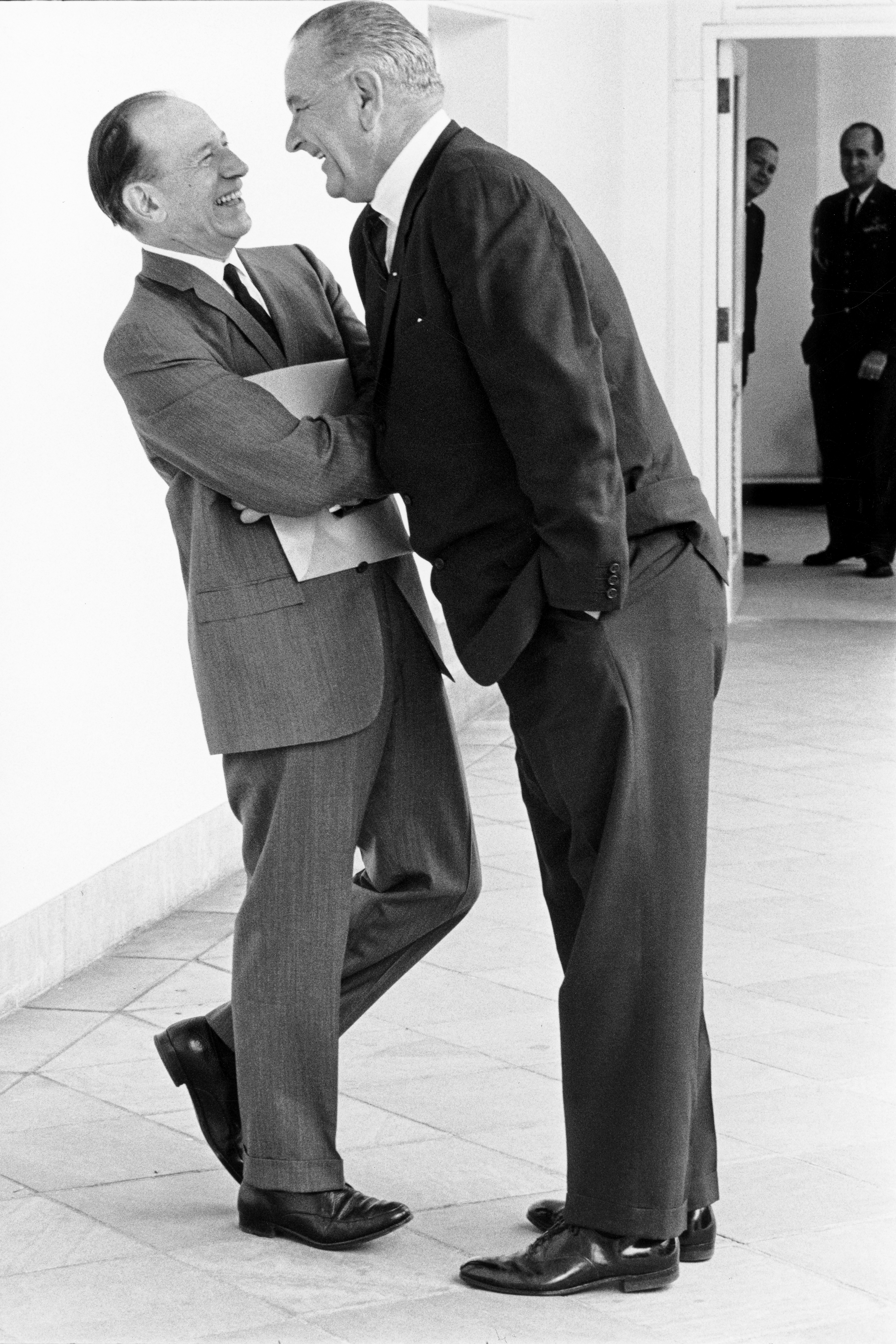
El presidente Johnson se ríe con Abe Fortas. Casa Blanca, Washington D. C. La capacidad de LBJ para convencer su legislación, servir a su mando y hacer lo que necesitaba que hicieran es tan legendaria que incluso hay una descripción de sus tácticas, "el Tratamiento Johnson".

A menudo se consideraba a Johnson como una figura tremendamente ambiciosa, incansable e imponente, que era implacablemente eficaz a la hora de conseguir la aprobación de la legislación. Trabajaba jornadas de 18 a 20 horas sin descanso y estaba ausente de cualquier actividad de ocio. "No hubo un líder de la mayoría más poderoso en la historia de Estados Unidos", escribe el biógrafo Robert Dallek. Dallek afirmó que Johnson tenía biografías de todos los senadores, sabía cuáles eran sus ambiciones, esperanzas y gustos y lo utilizaba en su beneficio para conseguir votos. Otro biógrafo de Johnson señaló: "Podía levantarse todos los días y saber cuáles eran sus temores, sus deseos, sus anhelos, y entonces podía manipularlos, dominarlos, persuadirlos y engatusarlos". Como presidente, Johnson vetó 30 proyectos de ley; ningún otro presidente en la historia vetó tantos proyectos de ley y nunca tuvo uno solo anulado por el Congreso. Con una altura de 6 pies 3,5 pulgadas (1,9 m), Johnson tenía su particular estilo de persuasión, conocido como "El tratamiento Johnson". Un contemporáneo escribe: "Era una increíble mezcla de insistencia, engatusamiento, recordatorios de favores pasados, promesas de favores futuros, predicciones de pesimismo si algo no ocurría. Cuando ese hombre empezaba a trabajar en ti, de repente, te sentías como si estuvieras bajo una cascada y el material se derramaba sobre ti".

El sombrero y las botas de vaquero de Johnson reflejaban sus raíces tejanas y su genuino amor por la zona rural de las colinas. A partir de los 100 Has de tierra que le regaló una tía en 1951, creó un rancho de trabajo de 1100 Has con 400 cabezas de ganado Hereford. El Servicio de Parques Nacionales mantiene un rebaño de ganado Hereford descendiente del rebaño registrado de Johnson y mantiene la propiedad del rancho.
El biógrafo Randall Woods sostiene que los temas del Evangelio Social que Johnson aprendió desde la infancia le permitieron transformar los problemas sociales en problemas morales. Esto ayuda a explicar su prolongado compromiso con la justicia social, ejemplificado por la Gran Sociedad y su compromiso con la igualdad racial. El Evangelio Social inspiró explícitamente su enfoque de la política exterior hacia una especie de internacionalismo cristiano y construcción de naciones. Por ejemplo, en un discurso pronunciado en 1966, citó extensamente el Credo Social de la Iglesia Metodista publicado en 1940, y añadió: "Me resultaría muy difícil escribir una descripción más perfecta del ideal americano".

## Rol en la guerra de Vietnam

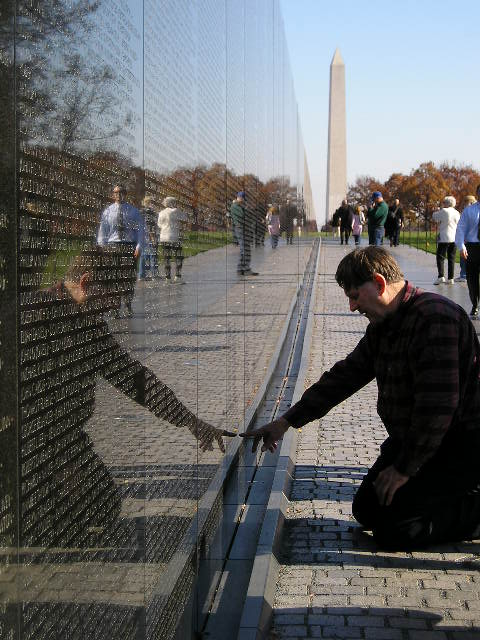
Imagen del Vietnam Memorial.

Lyndon B. Johnson (al igual que los sus predecesores Eisenhower y Kennedy, y sus posteriores, como Nixon y Ford) adhería a la teoría del dominó, la cual planteaba que si un país ''pro-occidental'' se transformaba en comunista, otros países vecinos de la región le seguirían en cuanto la orientación política y/o caerían también bajo una revolución del estilo. Estados Unidos intervino incontables veces durante el siglo XX en todo el Tercer Mundo, particularmente en la Guerra Fría (1946-1991), y la presidencia de Johnson coincidió con la guerra de Vietnam (1955-1975) también llamada Segunda guerra de Vietnam para distinguirla de la lucha contra el colonialismo francés (1946-1954). A grandes rasgos, las medidas tomadas por las Fuerzas Armadas de Estados Unidos bajo mandato de Johnson (1964-1969) fueron:

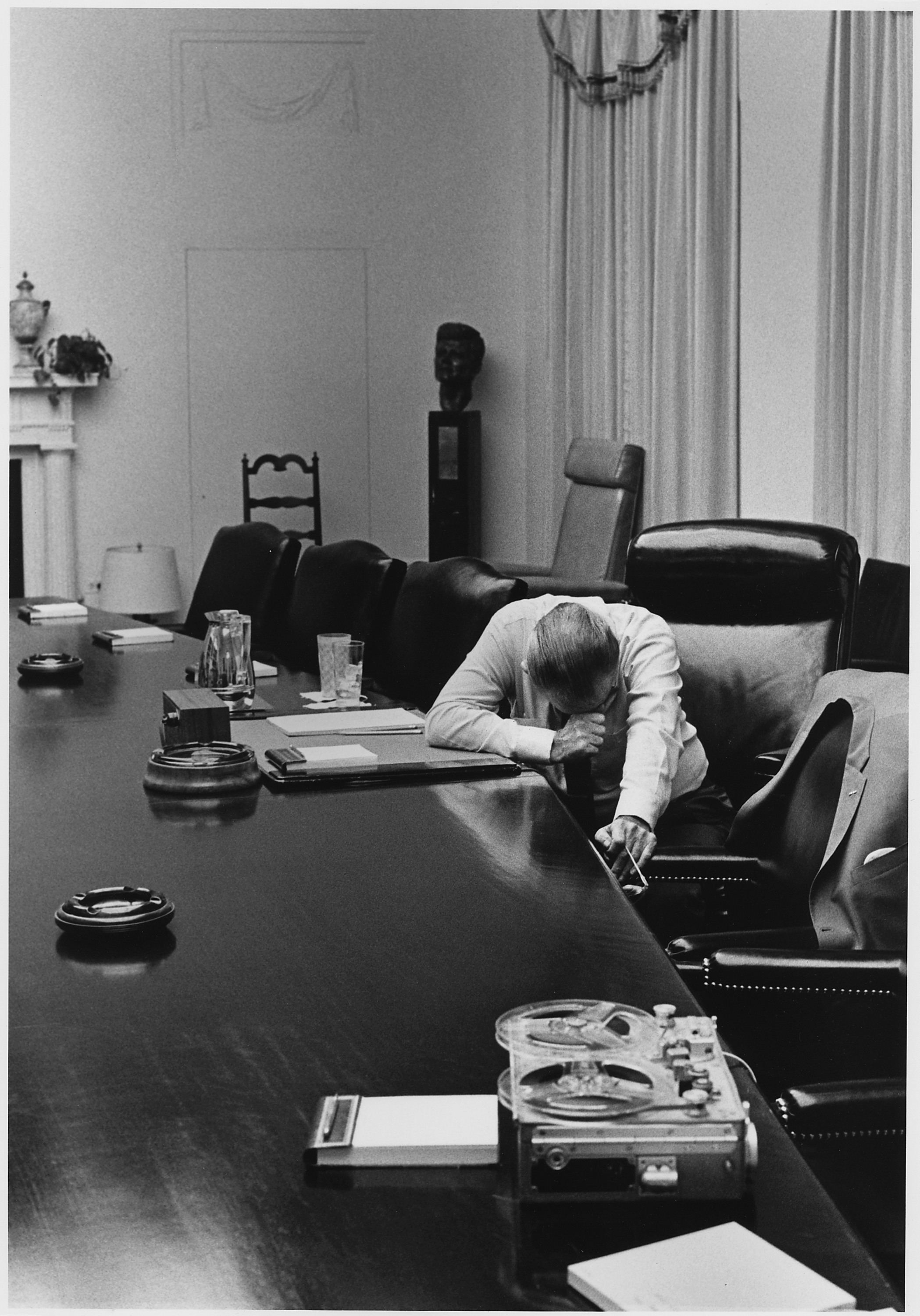
El presidente Lyndon Johnson escucha una grabación de su yerno, el capitán Charles Robb, que era comandante de compañía del Cuerpo de Marines en Vietnam.

- Continuar y aumentar ataque con defoliantes como el agente naranja y el Napalm, que habían comenzado ya bajo la era Kennedy
- Tras un incidente entre el destructor estadounidense USS Maddox y torpederos de la Marina de Vietnam del Norte, Johnson aprobó en agosto de 1964 bombardeos como represalias y el aumento paulatino de marines en Vietnam, conocidos como asesores.
- Consiguió que el Congreso le diera libertad total de acción para decidir la política de guerra y acciones a  tomar
- En marzo de 1965 decide finalmente que tropas desembarquen para proteger las bases desde donde bombardeaban y hacer patrullas (siendo la primera la ''Operación Starlite'' en agosto de ese año); se llega hasta un total de 210.000 soldados estadounidenses en Vietnam (había 16 000 al momento de Johnson asumir en noviembre de 1963)
- Operación ''Rolling Thunder'' (Marzo de 1965-fines de 1968), la campaña de bombardeos más costosa lanzada por Estados Unidos
- Tuvo lugar la masacre de My Lai (1968), entre otros eventos similares, en los que marines estadounidenses se involucraban en el asesinato de civiles en sus patrullas por las aldeas.

Por estar razones es que la imagen de Johnson a nivel local (dentro de EE. UU.) contrastan con la imagen a nivel internacional, sobre todo entre los habitantes del llamado Tercer Mundo, siendo Johnson una figura controvertida, por ser, como comandante en jefe, el máximo responsable de las polémicas acciones de sus Fuerzas Armadas.
Otra visión posible es que Johnson, si bien en rol de presidente, por debajo tenía otros nombres fuertes que tomaban decisiones y/o influían en la política de guerra. Es sabido que el general William Westmoreland, quien fuera comandante estadounidense en Vietnam hasta 1968, era partidario de incrementar cada vez más el número de hombres e hizo todo para conseguir que le fuera aprobado, como así incrementar los bombardeos. Al retirarse Johnson del poder en enero de 1969, había en Vietnam cerca de 400.000 militares estadounidenses. También es sabido que la CIA, la cual siempre tuvo gran independencia en la historia reciente de EE. UU., intervino desde 1966 con el llamado ''Proyecto Phoenix'' (realizar escuchas, detenciones ilegales de todo aquel sospechado de comunista, torturas y asesinatos). También su presidencia estaba influida por Henry Kissinger, celebre asesor y figura muy influyente en las presidencias de Johnson, Nixon y Ford, partidario de los bombardeos masivos en Vietnam (fue asesor de los bombardeos sobre Camboya conocidos como ''Operación Menú'', ya bajo el mandato de Nixon) como así también lo era de favorecer golpes o la intervención de países en vías socialistas (como demostraría al verse involucrado en otros hechos de la época como su apoyo a las dictaduras argentina de 1976 y la de Chile en 1973).

## Intervenciones en Indonesia y República Dominicana
Al igual que el presidente Kennedy, Johnson trató de aislar a Cuba, que estaba bajo el gobierno de Fidel Castro, alineado con la Unión Soviética.
En otros países del globo, durante la presidencia de Johnson se produjeron otras intervenciones ya sea hechas por EE.UU y sus fuerzas propias, o bien auxiliados por dicho gobierno; entre ellos los casos de Indonesia y República Dominicana, quizá silenciado por los eventos en Vietnam.
En Indonesia se produjo en 1965 un conflicto interno: militares pro-ocidentalistas contra los pro-comunistas, también entendible como aquellos pro-Estados Unidos, financiados y armados por la CIA, contra los miliares pro-Mao. Entre los primeros se hallaba un coronel, Suharto, quien, según Transparency Internacional, pasaría a la historia con el presidente más corrupto (gobernaría hasta su muerte, en 1998) y uno de los mayores asesinos de masas. Suharto fue sobreviviente, no por casualidad, de una gran purga entre los pro-occidentalistas y apoyado por EE.UU realizó el golpe de Estado contra su mentor, el dictador Sukarno, quien gobernara con mano dura a Indonesia desde su independencia en 1949. Suharto, quien había anteriormente sido represor en jefe, se calcula responsable de entre 600 mil y 2 millones de muertos en el curso de la persecución, cifra que se aumentaría a 3 millones al momento de su muerte.